# The Girl on the Front Page
The Girl on the Front Page est un film américain réalisé par Harry Beaumont, sorti en 1936.

## Fiche technique
- Réalisation : Harry Beaumont
- Scénario : Marjorie Chanslor, Roy Chanslor, Harry Clork, Alice D. G. Miller, George Owen, Austin Parker, Albert R. Perkins
- Producteurs : Robert Presnell Sr., Charles R. Rogers
- Photographie : Milton R. Krasner
- Montage : Philip Cahn
- Musique : Heinz Roemheld
- Genre : Drame[1]
- Production : Universal Pictures
- Durée : 75 minutes
- Date de sortie : 17 septembre 1936

## Distribution
- Edmund Lowe : Hank Gilman
- Gloria Stuart : Joan Langford
- Reginald Owen : Archie Biddle
- Spring Byington : Mrs. Langford
- Gilbert Emery : Thorne
- David Oliver : Flash
- Robert Gleckler : Bill
- Phillip Trent : Edward
- Maxine Reiner : Annette